# Lensia achilles
Lensia achilles är en nässeldjursart som beskrevs av Totton 1941. Lensia achilles ingår i släktet Lensia och familjen Diphyidae. Inga underarter finns listade i Catalogue of Life.